# Comté de Montgomery (Caroline du Nord)
Pour les articles homonymes, voir Comté de Montgomery.
Le comté de Montgomery est un comté situé dans l'État de Caroline du Nord aux États-Unis.

## Démographie
| 1790  | 1800  | 1810  | 1820  | 1830   | 1840   |
| ----- | ----- | ----- | ----- | ------ | ------ |
| 5 039 | 7 677 | 8 430 | 8 693 | 10 919 | 10 780 |

| 1850  | 1860  | 1870  | 1880  | 1890   | 1900   |
| ----- | ----- | ----- | ----- | ------ | ------ |
| 6 872 | 7 649 | 7 487 | 9 374 | 11 239 | 14 197 |

| 1910   | 1920   | 1930   | 1940   | 1950   | 1960   |
| ------ | ------ | ------ | ------ | ------ | ------ |
| 14 967 | 14 607 | 16 218 | 16 280 | 17 260 | 18 408 |

| 1970   | 1980   | 1990   | 2000   | 2010   | - |
| ------ | ------ | ------ | ------ | ------ | - |
| 19 267 | 22 469 | 23 346 | 26 822 | 27 798 | - |